# Negueba
Guilherme Ferreira Pinto, mais conhecido como Negueba (Rio de Janeiro, 7 de abril de 1992), é um futebolista brasileiro que joga como atacante. Atualmente está no Ratchaburi.

## Carreira

### Flamengo
Jogador de futebol de salão, Negueba passou pelo Jacarepaguá Tênis Clube e pelo Jequiá Iate Clube antes de chegar para reforçar as divisões de base do futebol de campo do Flamengo como grande aposta do então presidente do clube, Márcio Braga. Profundo conhecedor do clube, o atacante passou por todas as categorias das divisões de base do clube com bastante destaque, todavia, foi apenas em 2010, quando o treinador Vanderlei Luxemburgo assumiu o comando do rubro-negro, que Negueba ganhou a sua primeira oportunidade no time principal do Flamengo, aos 18 anos contra o Atlético Paranaense. Naquela oportunidade o atacante ganhou um voto de confiança não só do treinador campeão, mas de todo o elenco representado pelo capitão Léo Moura. Bastante querido por Vanderlei Luxemburgo, por quem é carinhosamente chamado de Neguinho, o jovem foi destaque da conquista do bicampeonato da Copa São Paulo de Futebol Júnior, inclusive marcando o gol do título e voltou com ainda mais moral para o time principal. Desta forma, não demorou para que caísse nas graças da torcida, marcasse o primeiro gol como profissional. No início de 2012, com a saída de Vanderlei Luxemburgo, Negueba continuou sem ser utilizado como titular, mas mesmo assim virou o xodó do novo treinador Joel Santana, que o chamava de filho. E após algumas atuações irregulares, a torcida começou a pegar no pé dele, que acabou declarando ficar confuso com as reações. Quando Joel Santana foi demitido e Dorival Júnior assumiu, Negueba voltou a ser relacionado, inclusive ganhando a  titularidade no jogo contra o Figueirense pela 15ª rodada do Campeonato Brasileiro de 2012 e rejeitou uma proposta do Sporting de Portugal. Após a partida, Negueba disse que foi uma das melhores partidas que ele fez com a camisa do Flamengo e atribuiu isso ao bom esquema que Dorival Júnior montou, deixando o time mais compacto, o que facilitou bastante para ele, que ficou bastante à vontade em campo.
Em 20 de setembro de 2012 após péssimas partidas sem dar sequência a fase que havia se iniciado bem, o técnico Dorival Júnior perdeu a paciência com o jogador e o liberou para ser emprestado ao Avaí, numa negociação que ainda envolveria outros 3 jogadores, porém Negueba se recusou ir para o Avaí. Alguns dias depois então, o jogador acertou seu empréstimo com o São Paulo com opção de compra ao final dele por 3,5 milhões de Euros. A transferência também envolveu o jogador Cléber Santana que passaria a atuar pelo Flamengo. Contudo, Negueba só vai poder jogar no São Paulo em 2013, pois já havia feito mais de 7 jogos com a camisa |rubro-negra no Campeonato Brasileiro de 2012.
Se preparando para deixar o Flamengo, o jogador assumiu que no seu novo clube, o São Paulo], a pressão deve ser menor. Eis as palavras do atleta:
| “ | Estou acompanhando todos os jogos do São Paulo e estou vendo que a forma deles jogarem encaixa com o meu futebol. Estou preparado para mais cobranças. No Flamengo a cobrança é muito maior e no São Paulo vai ser mais tranquilo. A Libertadores é uma responsabilidade muito grande. Vai ser uma pressão grande para o São Paulo e espero chegar lá para somar. | ” |

### São Paulo
Em 4 de janeiro de 2013, junto com Aloísio, foi apresentado no São Paulo. Na ocasião, o jogador comparou a estrutura são-paulina com a Europa, afirmando que no Flamengo, seu clube anterior, as condições eram bem diferentes. No dia 6 de janeiro de 2013, Negueba sofreu uma lesão que ficará 6 meses, ele sofreu um entorse no joelho direito durante treino no CFA de Cotia, rompeu o ligamento cruzado anterior e terá de passar por cirurgia.
"Abraçado" pelo grupo, fator tido por Negueba como "importante para ele", o jogador vem tendo boa recuperação da primeira cirurgia de sua carreira. Um dos que mais apoiaram o recém-chegado ao São Paulo foi o volante Wellington, que na temporada passada enfrentou o mesmo problema.
Em 1º de Setembro de 2013, depois de quase oito meses da sua chegada ao clube paulista, Negueba fez sua estreia, no empate por 0 a 0 diante do Botafogo, pelo Brasileirão, ironicamente na sua cidade natal, Rio de Janeiro. O atacante festejou o debutar pelo Tricolor, afirmando que foi "um momento muito feliz." Dois dias depois, na vitória por 1 a 0 sobre o Náutico, novamente pela mesma competição, o ex-flamenguista comentou a ovação da torcida com relação a seu futebol, destacando que "dar[á] o máximo para ajudar a equipe". No dia 14 de outubro, sem espaço no clube o jogador foi devolvido ao Flamengo.

### Retorno ao Flamengo
Fora dos planos do técnico Muricy Ramalho e sem espaço no São Paulo, o atacante foi devolvido ao Flamengo sem ter feito nenhum gol. No dia 2 de fevereiro de 2014, Negueba voltou a marcar, após fazer uma arrancada e driblar dois zagueiros na goleada por 5 a 2 no Macaé. Marcou outra vez pelo Flamengo na vitória por 2 a 0 diante do Madureira.

### Coritiba
O jogador começou bem no Campeonato Paranaense e rapidamente conquistou a torcida, com direito a chapéus e boas apresentações no estadual. Porém, acabou caindo de rendimento junto com o time e chegou a ouvir algumas vaias na fase ruim da equipe alviverde. O momento de maior turbulência foi quando se desentendeu com a mulher, que o criticou em uma rede social, dizendo que a bebida seria a responsável pelo mau momento do atleta no Coritiba.
Ao deixar o episódio conturbado para trás, Negueba revela que colocou a cabeça no lugar, retomou a confiança e recuperou a alegria em jogar futebol.
Marcou um golaço contra o Atlético Paranaense na vigésima sétima rodada do Campeonato Brasileiro 2015. Se destacou também contra o Corinthians, fazendo o gol de empate na partida.Terminando o campeonato com dois gols e oito assistências.
Depois de ser o destaque no Atletiba do ano passado, o camisa 7 do Coritiba brilhou mais uma vez contra o maior rival. Desta vez, ele não balançou as redes, mas foi responsável pelo cruzamento preciso na cabeça de Thiago Lopes, para marcar o primeiro gol no clássico Atletiba que terminou 2 a 0 pro coxa. Partida válida pelo Campeonato Paranaense.
No Brasileiro, desencantou e marcou gol na derrota do coxa contra o Corinthians por 2 a 1 de virada.

### Grêmio
No dia 6 de junho de 2016 foi envolvido em um troca troca com a equipe do Grêmio, a equipe gaucha cedeu o jogador Edinho, e Negueba irá defender as cores do imortal tricolor. O jogador foi trazido à Porto Alegre por orientação do técnico Roger Machado.
Marcou seu primeiro gol pelo Grêmio, na vitória por 3x0, contra o América Mineiro. Foi dispensado do clube gremista no  dia 26 de dezembro de 2016.

### Passagens apagadas por Atlético-GO, Ponte Preta e Londrina
Atuou pelo dragão no começo do ano de 2017 mas não mostrou bom futebol. O mesmo aconteceu na Ponte Preta, que acabou emprestando o jogador para o Londrina, onde se destacou, marcando 2 gols em 10 jogos na série B.
Sua última atuação no Londrina, em 2017, terminou comcom dois gols em 17 jogos.

### Gyeongnam
Após jogar bem a série B pelo Londrina, foi contratado pelo time coreano Gyeongnam para a temporada 2018.
Negueba ajudou o Gyeongnam a ser vice-campeão do Campeonato Sul-Coreano, ele foi eleito para a seleção da competição.Na primeira temporada pelo time coreano, fez 36 partidas e marcou cinco gols.
Encerrou sua primeira passagem após um ano e meio, fez 76 jogos, marcou sete gols e deu nove assistências.
Em 2020, Negueba retornou aos campos no empate em 1 x 1 com o Jeju United no Campeonato Sul-Coreano após um ano parado por conta de uma lesão no joelho.

### Incheon United
Em 4 de fevereiro de 2021, Negueba foi contratado pelo Incheon United por uma temporada. 
Deixou o Incheon United, ao fim da temporada, onde participou de 31 partidas, marcou dois gols e deu quatro assistências.

### Criciúma
Em 21 de março de 2022, o Criciúma anunciou a contratação de Negueba como reforço para a disputa da Série B do Brasileiro.

### Port FC
Em 4 de julho de 2022, Negueba acertou com o Port FC (Tailândia) para a sequência da temporada.

### Estatísticas
Até 24 de julho de 2016.

### Clubes
| Clube             | Temporada         | Campeonato nacional | Campeonato nacional | Campeonato nacional | Copa nacional[a] | Copa nacional[a] | Copa nacional[a] | Competições continentais[b] | Competições continentais[b] | Competições continentais[b] | Outros torneios[c] | Outros torneios[c] | Outros torneios[c] | Total | Total | Total   |
| Clube             | Temporada         | Jogos               | Gols                | Assist.             | Jogos            | Gols             | Assist.          | Jogos                       | Gols                        | Assist.                     | Jogos              | Gols               | Assist.            | Jogos | Gols  | Assist. |
| ----------------- | ----------------- | ------------------- | ------------------- | ------------------- | ---------------- | ---------------- | ---------------- | --------------------------- | --------------------------- | --------------------------- | ------------------ | ------------------ | ------------------ | ----- | ----- | ------- |
| Flamengo          | 2010              | 3                   | 0                   | 0                   | —                | —                | —                | —                           | —                           | —                           | —                  | —                  | —                  | 3     | 0     | 0       |
| Flamengo          | 2011              | 18                  | 0                   | 3                   | 3                | 1                | 1                | 2                           | 0                           | 1                           | 8                  | 1                  | 0                  | 31    | 2     | 5       |
| Flamengo          | 2012              | 13                  | 0                   | 1                   | —                | —                | —                | 5                           | 0                           | 0                           | 15                 | 2                  | 1                  | 33    | 2     | 2       |
| Flamengo          | Total             | 34                  | 0                   | 4                   | 3                | 1                | 1                | 7                           | 0                           | 1                           | 23                 | 3                  | 1                  | 67    | 4     | 7       |
| São Paulo         | 2013              | 5                   | 0                   | 0                   | —                | —                | —                | 0                           | 0                           | 0                           | —                  | —                  | —                  | 5     | 0     | 0       |
| São Paulo         | Total             | 5                   | 0                   | 0                   | 0                | 0                | 0                | 0                           | 0                           | 0                           | 0                  | 0                  | 0                  | 5     | 0     | 0       |
| Flamengo          | 2014              | 11                  | 0                   | 0                   | —                | —                | —                | 2                           | 0                           | 1                           | 10                 | 2                  | 1                  | 23    | 2     | 2       |
| Flamengo          | Total             | 11                  | 0                   | 0                   | 0                | 0                | 0                | 2                           | 0                           | 1                           | 10                 | 2                  | 1                  | 23    | 2     | 2       |
| Coritiba          | 2015              | 24                  | 2                   | 4                   | 6                | 0                | 1                | —                           | —                           | —                           | 16                 | 2                  | 0                  | 46    | 4     | 5       |
| Coritiba          | 2016              | 4                   | 1                   | 0                   | 2                | 0                | 0                | —                           | —                           | —                           | 16                 | 0                  | 0                  | 15    | 1     | 0       |
| Coritiba          | Total             | 28                  | 3                   | 4                   | 8                | 0                | 1                | 0                           | 0                           | 0                           | 32                 | 2                  | 0                  | 68    | 5     | 5       |
| Grêmio            | 2016              | 3                   | 0                   | 1                   | —                | —                | —                | —                           | —                           | —                           | —                  | —                  | —                  | 3     | 0     | 1       |
| Grêmio            | Total             | 3                   | 0                   | 1                   | 0                | 0                | 0                | 0                           | 0                           | 0                           | 0                  | 0                  | 0                  | 3     | 0     | 1       |
| Total na carreira | Total na carreira | 81                  | 3                   | 9                   | 11               | 1                | 2                | 9                           | 0                           | 2                           | 65                 | 7                  | 2                  | 166   | 11    | 15      |

- a. ^ Jogos da Copa do Brasil
- b. ^ Jogos da Copa Sul-Americana e Copa Libertadores
- c. ^ Jogos do Campeonato Carioca, Jogo amistoso e Campeonato Paranaense

### Seleção Brasileira
Abaixo estão listados todos jogos e gols do futebolista pela Seleção Brasileira, desde as categorias de base. Abaixo da tabela, clique em expandir para ver a lista detalhada dos jogos de acordo com a categoria selecionada.
Sub-20
| Ano   |       |      |         |       |
| Ano   | Jogos | Gols | Assist. | Média |
| ----- | ----- | ---- | ------- | ----- |
| 2011  | 7     | 0    | 1       | 0     |
| Total | 7     | 0    | 1       | 0     |

## Títulos
Flamengo
- Copa São Paulo de Futebol Júnior: 2011
- Campeonato Carioca: 2011, 2014

Grêmio
- Copa do Brasil: 2016

Londrina
- Primeira Liga do Brasil: 2017

Seleção Brasileira
- Copa do Mundo FIFA Sub-20: 2011

### Títulos individuais
- Melhor Jogador da Copa São Paulo de Futebol Júnior: 2011[30]
- Seleção do Campeonato Paranaense: 2015[31]
- Seleção do Campeonato Sul-Coreano: 2018[32]